# 湯佐
湯佐（1466年—？年），字時衡，四川潼川州安岳縣人，民籍，治《禮記》，明朝政治人物。

## 生平
四川鄉試第九名舉人。弘治六年（1493年）中式癸丑科三甲第一百七十四名進士。

## 家族
曾祖湯希韶；祖父湯瑀；父湯煥新，母程氏。